# ビル・デービー
ビル・デービー（Bill Davey、1966年7月20日 - ）は、アメリカ合衆国のボディビルダー。ニューヨーク州出身。ウィスコンシン州育ち。ラ・クロス大学（ウィスコンシン州）から運動生理学の学士号と修士号を獲得している。フロリダ州在住。

## 競技歴
- 2002年 マッスルマニア-「2002スーパーボディ」1位（プロ・デヴィジョン） (Professional Division)
- 2002年 マッスルマニア-「2002 世界選手権」にて6位
- 1997年 AAU Mr.アメリカ1位（ヘビー級およびオーバーオール）
- 1996年 マッスルマニアナチュラル選手権のヘビー級で1位。
- 1996年 WNBF世界選手権にて12意位（Open Division）
- 1996年 NPCチーム・ユニバースにてヘビー級7位。
- 1996年 NPCジュニア・ナショナルズ、ヘビー級では入賞せず。Junior Nationals -- Didn't place Heavyweight
- 1995年 ANBC USA Nationals 1位1（高身長級Tall Class）
- 1995年 NPC ジュニア・フロリダにてヘビー級とオーバーオール。Junior Florida Heavyweight and Overall
- 1995年 ANBC タンパベイ・ナチュラルにて1位（Tall Classと Overall）
- 1994年 NPC フロリダ・ウエスト・コーストにて1位（ライトフビー級とオーバーオール）
- 1994年 NPC サラソタ選手権にて 1位（ヘビー級およびオーバーオール）
- 1994年 NPC ナポリ選手権にて1位（ヘビー級およびオーバーオール）
- 1992年 フロリダ・ウエスト・コーストにて1位（ライトヘビー級）